# Liste der Biografien/Bali
Liste der Biografien |
Portal Biografien |
Personensuche
# |
A |
B |
C |
D |
E |
F |
G |
H |
I |
J |
K |
L |
M |
N |
O |
P |
Q |
R |
S |
T |
U |
V |
W |
X |
Y |
Z |
?
 
Ba |
Be |
Bd |
Bg |
Bh |
Bi |
Bj |
Bl |
Bm |
Bn |
Bo |
Br |
Bs |
Bu |
Bw |
By |
Bz
 
Baa |
Bab |
Bac |
Bad |
Bae |
Baf |
Bag |
Bah |
Bai |
Baj |
Bak |
Bal |
Bam |
Ban |
Bao |
Bap |
Baq |
Bar |
Bas |
Bat |
Bau |
Bav |
Baw |
Bax–Baz
 
Bala |
Balb |
Balc |
Bald |
Bale |
Balf |
Balg |
Balh |
Bali |
Balj |
Balk |
Ball |
Balm |
Baln |
Balo |
Balp |
Balq |
Bals |
Balt |
Balu |
Balv |
Balw |
Baly |
Balz
Die Liste der Biografien führt alle Personen auf, die in der deutschsprachigen Wikipedia einen Artikel haben. Dieses ist eine Teilliste mit 89 Einträgen von Personen, deren Namen mit den Buchstaben „Bali“ beginnt.

## Bali
- Bali, Rıfat (* 1948), türkischer Historiker und Verleger
- Bali, Sacha (* 1981), brasilianischer Schauspieler
- Bali, Saley Boubé (* 1963), nigrischer Schriftsteller, Journalist und Literaturwissenschaftler
- Bali, Serdar (* 1956), türkischer Fußballspieler

### Balia
- Balian Garnier († 1240), Graf von Sidon
- Balian von Arsuf (1239–1277), Herr von Arsuf, Konstabler und Bailli von Jerusalem
- Balian von Beirut († 1247), Herr von Beirut
- Balian von Ibelin († 1193), Herr von Ibelin, Nablus und Caymont
- Balian von Ibelin († 1301), Seneschall von Zypern
- Balian von Jaffa, Kastellan und Kämmerer von Jerusalem
- Balian, Roger (* 1933), französischer Physiker
- Baliani, Fortunato (* 1974), italienischer Radrennfahrer
- Baliani, Giovanni Battista (1582–1666), italienischer Mathematiker und Physiker

### Balib
- Balibar, Étienne (* 1942), französischer Philosoph
- Balibar, Jeanne (* 1968), französische Schauspielerin und SängerinJeanne Balibar (* 1968)

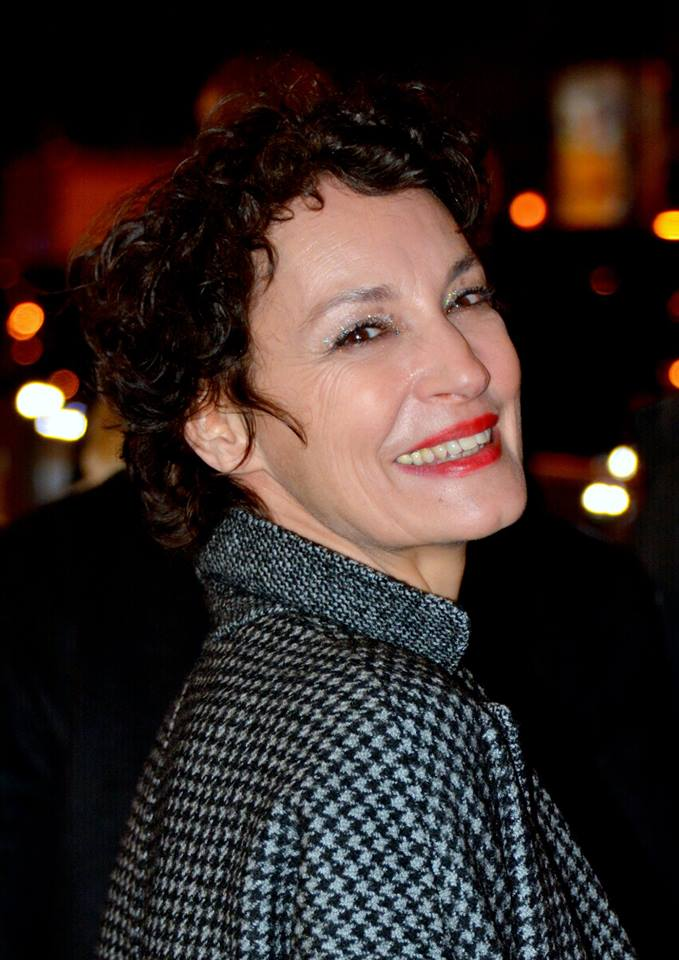
Jeanne Balibar (* 1968)

- Balibar, Renée (1915–1998), französische Romanistin, Linguistin und Literaturwissenschaftlerin
- Balibar, Sébastien (* 1947), französischer Physiker

### Balic
- Balić, Husein (* 1996), österreichischer Fußballspieler
- Balić, Ivano (* 1979), kroatischer HandballspielerIvano Balić (* 1979)

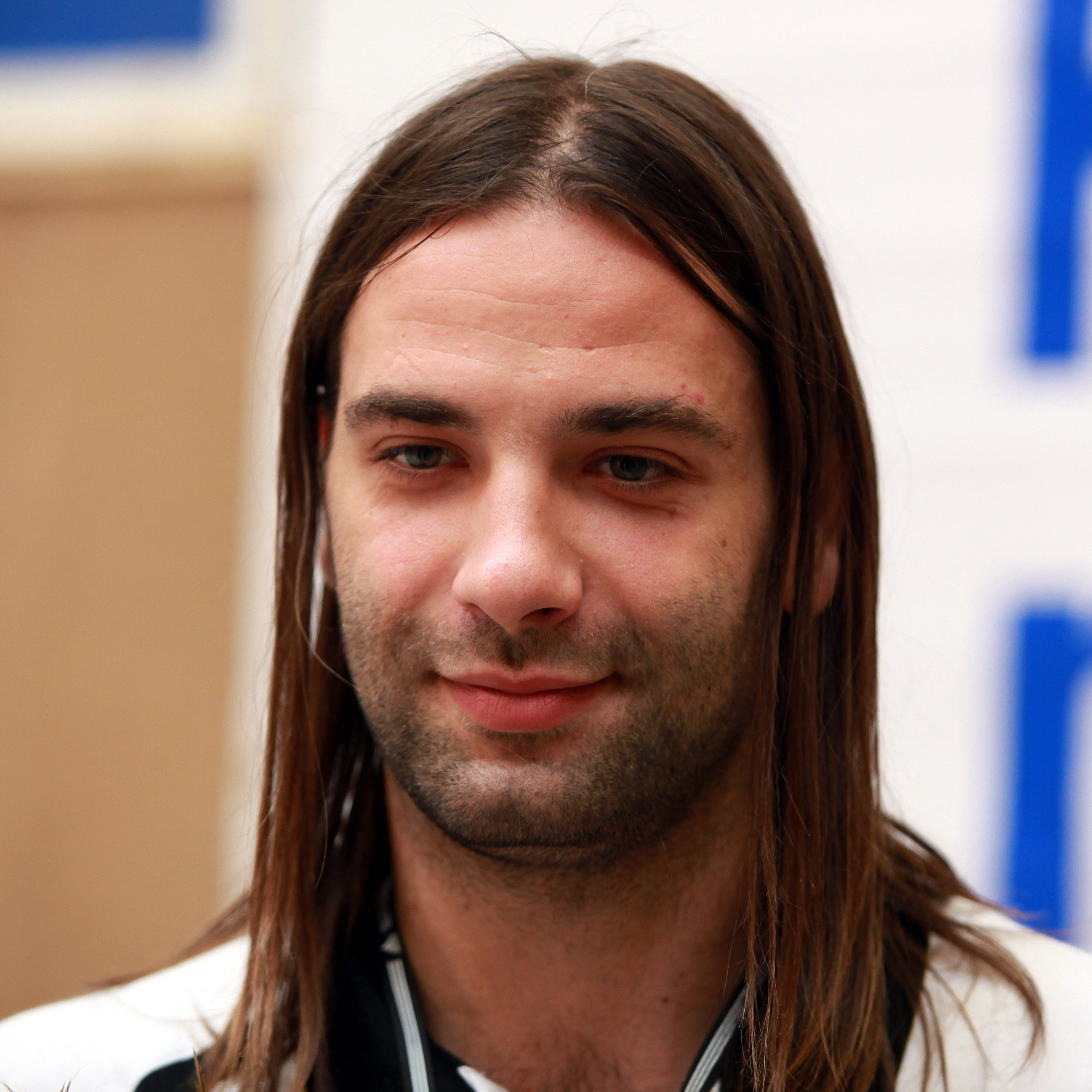
Ivano Balić (* 1979)

- Balić, Maro (* 1971), kroatischer Wasserballspieler
- Balić, Mirela (* 1999), spanische Schauspielerin
- Balić, Smail (1920–2002), österreichischer Orientalist und Bibliothekar
- Balichin, Wiktor Stepanowitsch (1893–1953), sowjetischer Architekt
- Balick, Bruce (* 1943), US-amerikanischer Astronom
- Balicka-Iwanowska, Gabriela (1867–1962), polnische Botanikerin und Politikerin
- Balicki, Marek (* 1953), polnischer Politiker, Mitglied des Sejm
- Balicki, Stanisław (1909–1978), polnischer Theaterkritiker, Literaturkritiker und Theaterleiter
- Balicki, Stefan (1899–1943), polnischer Schriftsteller und Satiriker

### Balid
- Balideh, Abdullah (* 1970), katarischer Fußballschiedsrichter

### Balig
- Baliga, B. Jayant (* 1948), indischer Elektroingenieur
- Baligand, Albert von (1881–1930), deutscher Jurist, Diplomat, Konsul sowie Gesandter Deutschlands in Lissabon

### Balij
- Balijewa, Saghipa (* 1958), kasachische Juristin und Politikerin

### Balik
- Balík, Jiří (* 1953), tschechischer Agrarwissenschaftler
- Balıkçı, Abdullah (* 1997), türkischer Fußballspieler
- Balikci, Asen (1929–2019), kanadischer Anthropologe und Filmemacher
- Balıkçı, Elif Ceren (* 1999), türkische Schauspielerin
- Balıkçı, Esra, türkische Schauspielerin
- Baliko, Josef (1876–1930), österreichischer Politiker (SdP), MdL (Burgenland)
- Balikuv, Abdullah (* 1994), türkischer Fußballspieler
- Balikwisha, Michel-Ange (* 2001), belgisch-kongolesischer Fußballspieler
- Balikwisha, William (* 1999), belgisch-kongolesischer Fußballspieler

### Balil
- Baliles, Gerald L. (1940–2019), US-amerikanischer Politiker
- Balili, Pini (* 1979), israelischer Fußballspieler
- Balili, Zaho (1951–2001), albanischer Dichter, Schriftsteller und Rhapsode

### Balim
- Balım Sultan (1457–1517), Gründer des Bektaschi-Ordens
- Balima, Benjamin (* 1985), burkinischer Fußballspieler

### Balin
- Balin, Ina (1937–1990), US-amerikanische Schauspielerin
- Balin, Marty (1942–2018), US-amerikanischer RockmusikerMarty Balin (1942–2018)

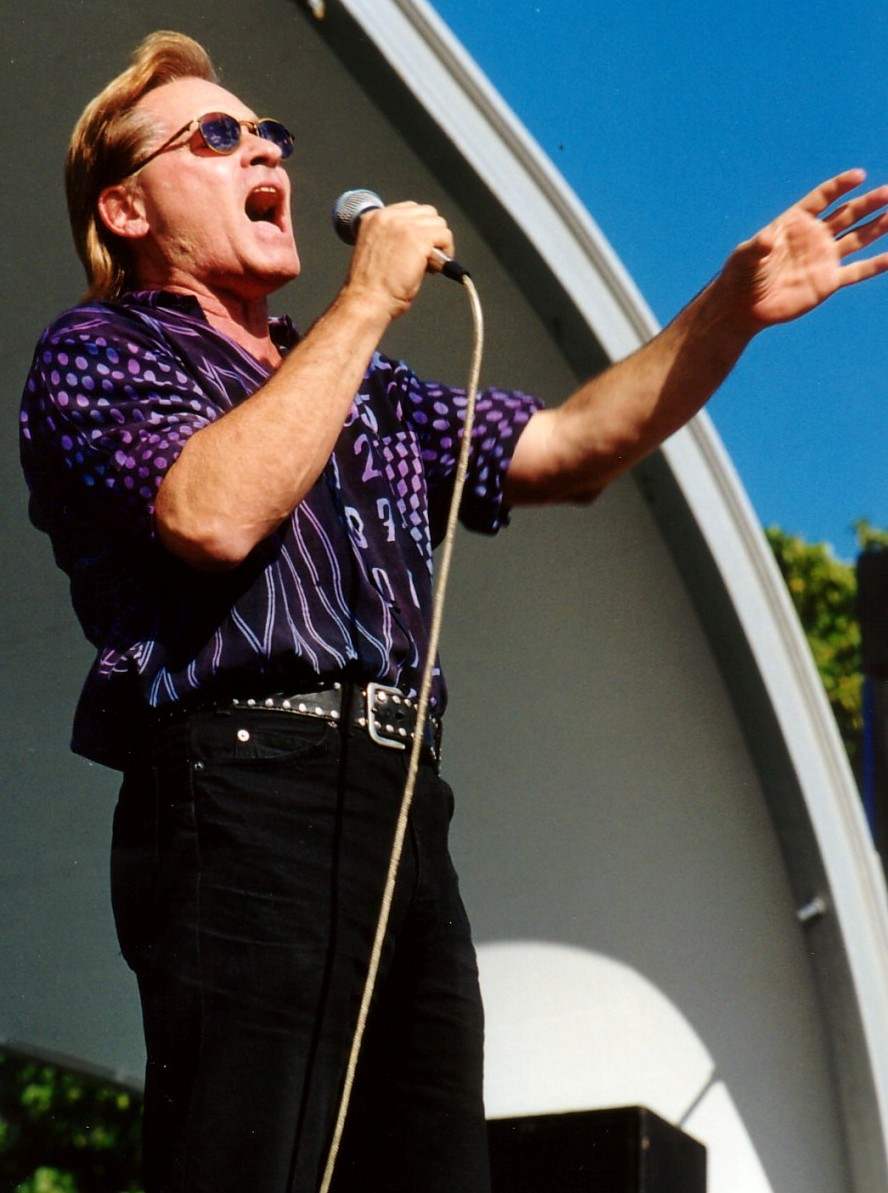
Marty Balin (1942–2018)

- Balin, Mireille (1909–1968), französische Schauspielerin
- Balina, Aloysius (1945–2012), tansanischer Geistlicher und römisch-katholischer Bischof von Shinyanga
- Baliña, José María (* 1959), argentinischer römisch-katholischer Geistlicher, Weihbischof in Chascomús
- Balinas, Rosendo (1941–1998), philippinischer Schachmeister
- Balincourt, Jules de (* 1972), französisch-US-amerikanischer Künstler
- Baliño, Carlos (1848–1926), kubanischer Politiker
- Balinow, Ilija (* 1966), österreichischer Schachgroßmeister bulgarischer Herkunft
- Balinska, Ella (* 1996), britische SchauspielerinElla Balinska (* 1996)

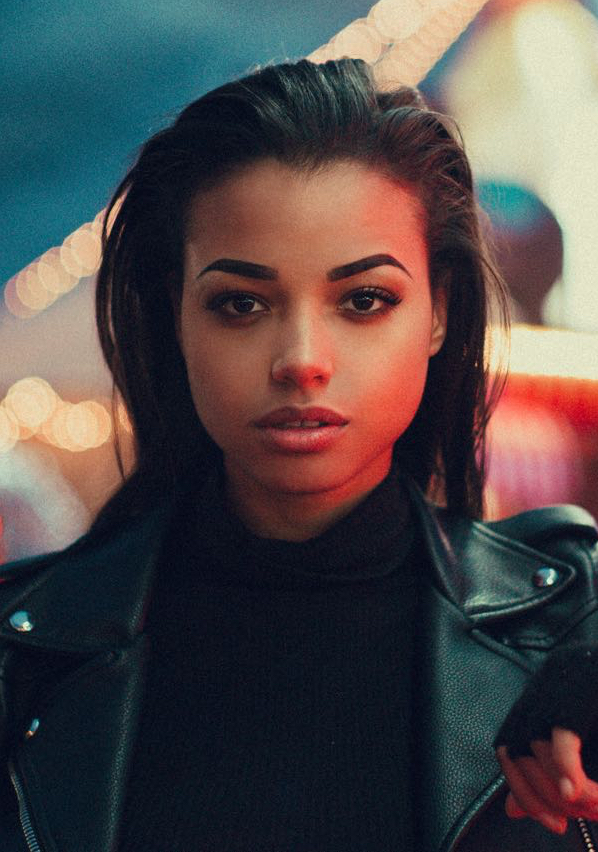
Ella Balinska (* 1996)

- Balinski, Michel (1933–2019), US-amerikanischer Mathematiker, Ökonom und Politikwissenschaftler
- Baliński, Stanisław (1898–1984), polnischer Lyriker, Prosaschriftsteller und Diplomat
- Balinsky, Boris (1905–1997), ukrainischer und südafrikanischer Biologe, Embryologe und Entomologe
- Bálint, Alice (1898–1939), ungarische Psychoanalytikerin
- Bálint, András (* 1943), ungarischer Schauspieler
- Balint, Becca (* 1968), US-amerikanische Politikerin und Lehrerin
- Balint, Benjamin (* 1976), US-amerikanisch-israelischer Schriftsteller und Kulturjournalist
- Balint, Enid (1903–1994), britische Psychoanalytikerin und Sozialarbeiterin
- Bálint, Eszter (* 1966), ungarische Sängerin, Violinistin und Schauspielerin
- Balint, Gavril (* 1963), rumänischer Fußballspieler und -trainer
- Balint, George (1961–2019), rumänischer Komponist, Pianist und Dirigent
- Bálint, Kristóf (* 1965), deutscher evangelischer Theologe, Generalsuperintendent für den Sprengel Potsdam der Evangelischen Kirche Berlin-Brandenburg-schlesische Oberlausitz (EKBO)
- Bálint, Lajos (1929–2010), ungarisch-rumänischer Erzbischof
- Bálint, László (* 1948), ungarischer Fußballspieler-trainer
- Balint, Michael (1896–1970), ungarisch-britischer Psychoanalytiker
- Bálint, Rezső (1874–1929), ungarischer Arzt für Innere Medizin, Neurologe und Psychiater
- Balint, Ștefan (1926–1976), rumänischer Fußballspieler
- Bálint, Zsolt (* 1989), rumänischer Eishockeyspieler
- Balint, Zsuzsa (* 1968), deutsche Pianistin
- Balint-Eck, Ina (* 1982), deutsche Filmproduzentin, Regisseurin und Schauspielerin

### Balio
- Balioğlu, Hikmet (* 1990), türkischer Fußballspieler
- Baliozian, Ara (1936–2019), armenisch-kanadischer Schriftsteller

### Balis
- Balissat, Jean (1936–2007), Schweizer Komponist, Musikpädagoge, Musiker und Dirigent
- Balistoy, Yan (* 1994), philippinisch-israelisch-schweizerischer Schauspieler
- Balistreri, Rosa (1927–1990), italienische Volkssängerin
- Balistreri, Silvia (* 1974), sizilianische Opernsängerin
- Balistrieri, Frank (1918–1993), US-amerikanischer Mobster
- Balisy, Chase (* 1992), US-amerikanischer Eishockeyspieler

### Balit
- Balitsch, Hanno (* 1981), deutscher FußballspielerHanno Balitsch (* 1981)

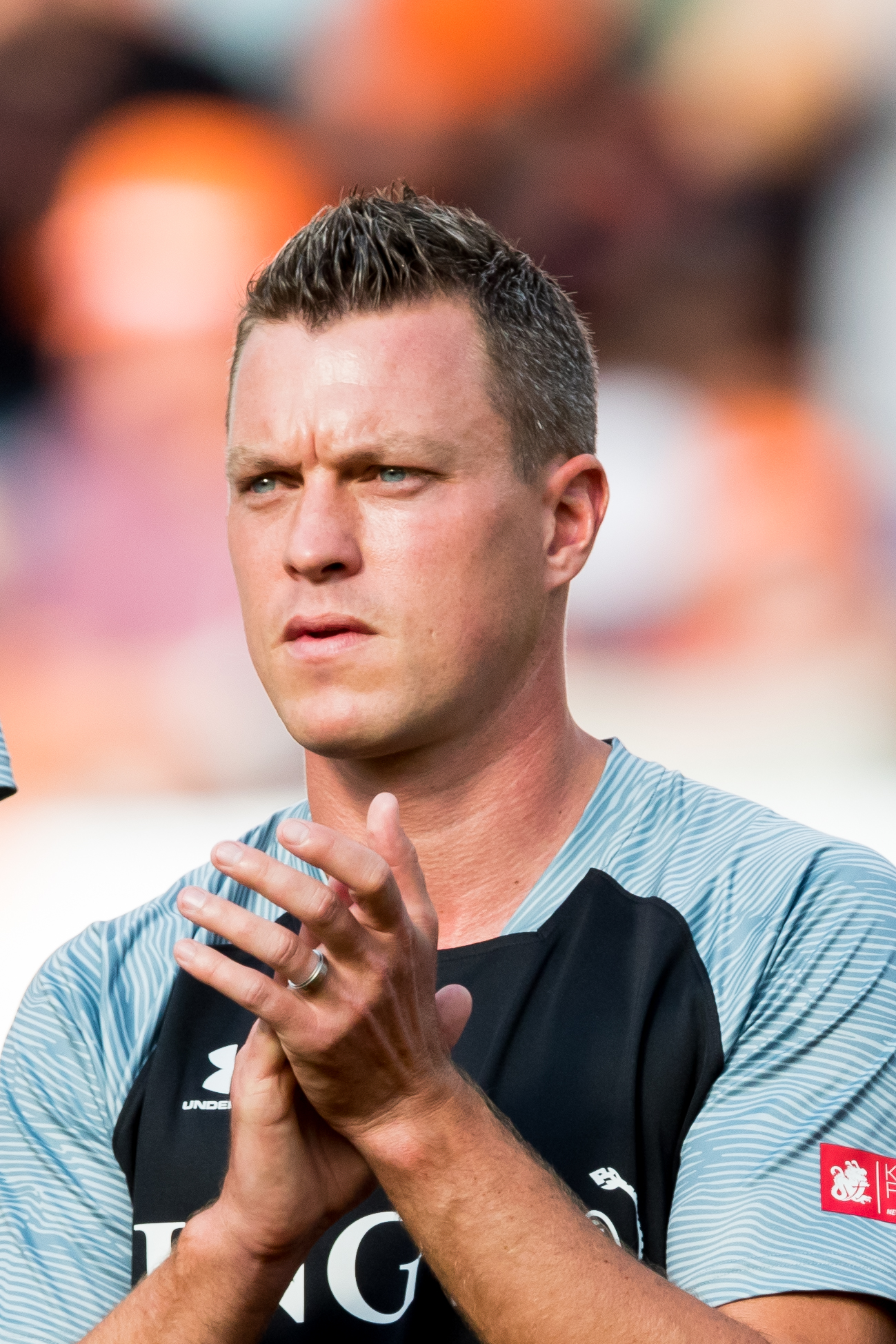
Hanno Balitsch (* 1981)

- Balitzki, Jürgen (* 1948), deutscher Journalist, Publizist und Maler

### Baliu
- Baliukovas, Rokas (* 1978), litauischer Politiker

### Baliy
- Baliyan, Kiran (* 1999), indische Leichtathletin

### Baliz
- Bálizs, Bence (* 1990), ungarischer Eishockeytorwart